# Речицкий, Александр Георгиевич
Александр Георгиевич Речицкий (род. 11 сентября 1964, Макаров, Сахалинская область, РСФСР, СССР) — советский и российский деятель органов внутренних дел. Министр внутренних дел по Республике Адыгея с 10 мая 2011 по 29 декабря 2016. Начальник Главного управления МВД России по Красноярскому краю с 29 декабря 2016 по 28 апреля 2025. Начальник ГУ МВД по Ростовской области с 5 мая 2025. Генерал-лейтенант полиции (2018). Заслуженный сотрудник органов внутренних дел Российской Федерации.

## Биография

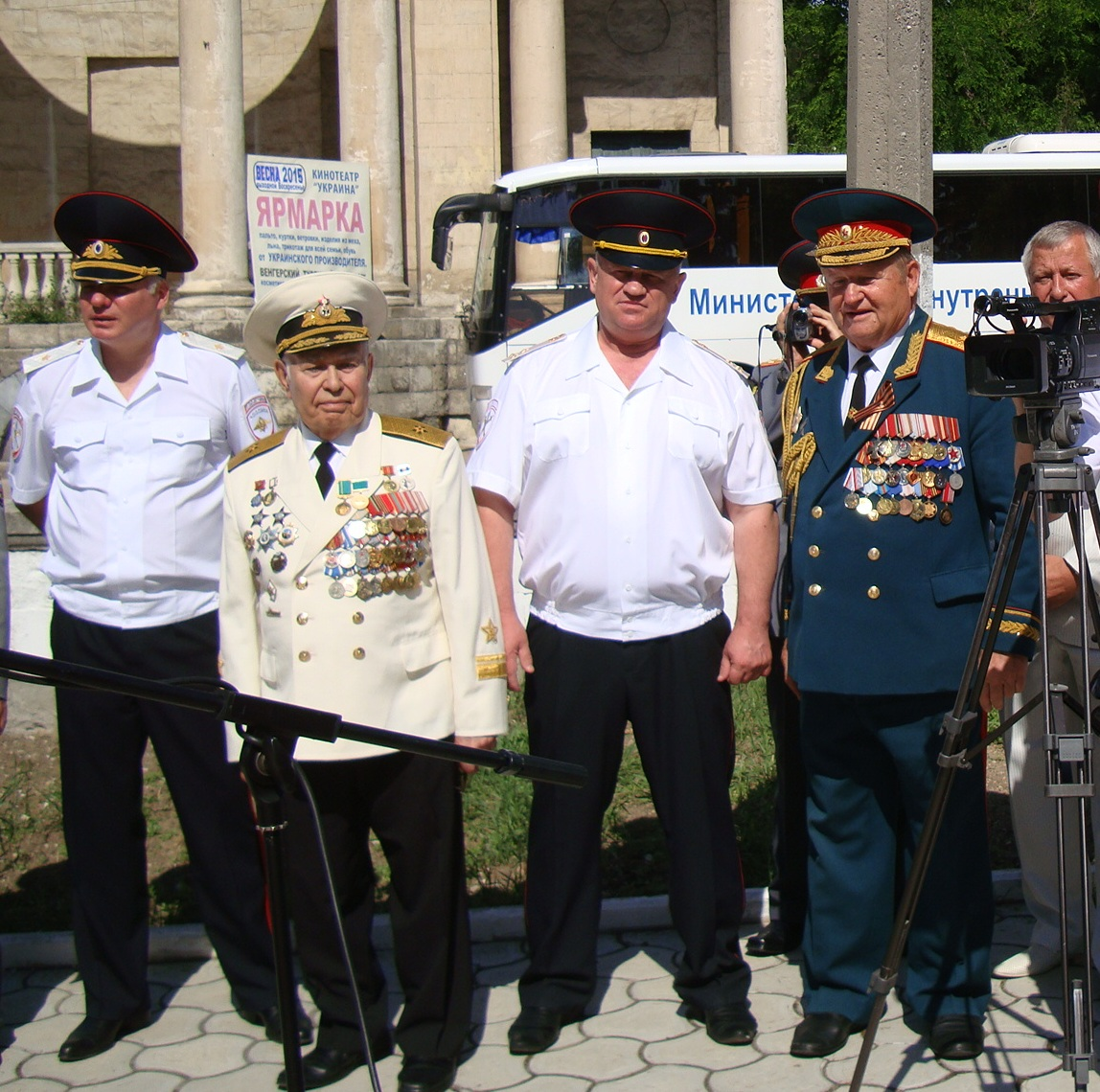
Делегация из Адыгеи на Дне Севастополя, 2015. Слева направо: министр внутренних дел по Республике Адыгея Александр Речицкий, контр-адмирал Меджид Тхагапсов, начальник УМВД России по Севастополю Александр Поддубов, генерал-майор Александр Дорофеев.

Родился 11 сентября 1964 в городе Макарове Сахалинской области.
В 1995 заочно окончил Хабаровскую высшую школу милиции (ныне — Дальневосточный юридический институт МВД России). В 1999 окончил Академию управления МВД России по специальности «организация правоохранительной деятельности».
Службу в органах внутренних дел начал в 1985 с должности милиционера. Более 15 лет занимал различные должности в подразделениях криминальной милиции.
- С 2007 по 2009 — начальник Управления по борьбе с организованной преступностью, затем начальник Центра по противодействию экстремизму ГУВД по Волгоградской области.
- С 2009 по 2011 — заместитель начальника ГУВД по Волгоградской области, отвечающий за антитеррористическую защищённость[1].
- С 10 мая 2011 по 29 декабря 2016 — министр внутренних дел по Республике Адыгея.

Указом Президента Российской Федерации от 14 июня 2012 присвоено специальное звание «генерал-майор полиции».
- С 29 декабря 2016 по 28 апреля 2025 — начальник Главного управления МВД России по Красноярскому краю[3].
- С 5 мая 2025 — начальник Главного управления МВД по Ростовской области.

Указом Президента Российской Федерации от 22 февраля 2018 присвоено специальное звание «генерал-лейтенант полиции».

## Семья
Отец — Георгий Речицкий. Женат, имеет двух детей.

## Награды
Государственные
- Медаль ордена «За заслуги перед Отечеством» I и II степеней
- Медаль «За отличие в охране общественного порядка»
- Заслуженный сотрудник органов внутренних дел Российской Федерации

Ведомственные
- Медаль И. Д. Путилина (МВД России)
- Медаль «За доблесть в службе» (МВД России)
- Медаль «За боевое содружество» (МВД России)
- Медаль «200 лет МВД России» (МВД России)
- Медаль «За отличие в службе» I, II, III степеней (МВД России)
- Медаль «За заслуги в управленческой деятельности» III степени (МВД России)
- Медаль «За боевое содружество» (ФСО России)
- Медаль «За содействие» (ГФС России)
- Нагрудный знак «Почётный сотрудник МВД» (МВД России)
- Нагрудный знак «200 лет МВД России» (МВД России)
- Именной кортик от министра внутренних дел (2013)
- Наградное оружие — пистолет Ярыгина (2019)

Региональные
- Медаль «Слава Адыгеи» (7 ноября 2016) — за заслуги в укреплении законности и правопорядка
- Почётный знак Государственного Совета — Хасэ Республики Адыгея «Закон, долг, честь»